# Rise of the Infidels
Rise of the Infidels – trzeci album studyjny amerykańskiej grupy muzycznej Stormtroopers of Death.

## Lista utworów
1. "Stand Up and Fight" - 2:34
2. "Java Amigo" - 1:16
3. "United and Strong" - 1:09 (Agnostic Front cover)
4. "Ready to Fight" - 1:06 (Negative Approach cover)
5. "Ballad of Nirvana / March of the S.O.D." - 2:10
6. "Sgt. D and the S.O.D." - 3:36
7. "Kill Yourself" - 2:44
8. "Milano Mosh" - 2:40
9. "Speak English or Die" - 4:48
10. "Fuck the Middle East" - 1:02
11. "Douche Crew" - 1:51
12. "Ballad of Jimi Hendrix" - 0:41
13. "Ballad of Jim Morrison" - 0:17
14. "Ballad of INXS" - 0:26
15. "Ballad of Frank Sinatra" - 0:42
16. "Ballad of Nirvana" - 1:34
17. "Ballad of Freddy Mercury" - 0:29
18. "Chromatic Death" - 0:50
19. "Fist Banging Mania" - 3:29
20. "No Turning Back" - 2:28
21. "Milk" - 8:37
22. "Pussywhipped" - 2:47
23. "Freddy Krueger" - 4:59
24. "United Forces" - 2:57